# Celastrus tonkinensis
Celastrus tonkinensis är en benvedsväxtart som beskrevs av Charles-Joseph Marie Pitard. Celastrus tonkinensis ingår i släktet Celastrus och familjen Celastraceae. Inga underarter finns listade.